# بخش هانگوی
بخش هانگوی (به لاتین: Hongwei District) یک منطقهٔ مسکونی در چین است که در لیاویانگ واقع شده‌است.